# أن تحقق فعلا أحلام طفولتك
محاضرة  أن تحقق فعلا أحلام طفولتك وتعرف أيضاً بالمحاضرة الأخيرة  ألقاها باوش أستاذ علوم الحاسب، والتفاعل الإنساني الحاسوبي في 18 سبتمبر عام 2007 في جامعة كارنيجي ميلون  ، ونالت قدرأً كبيراً من التغطية الإعلامية وهي تعد واحدة من أكثر المحاضرات إلهاماً. أصدرت بعدها دار نشر هايبيرن كتاباً مبنى على المحاضرة وكان الكتاب علي قائمة نيويورك تايمز للكتب الحاصلة على أفضل مبيعات. وشارك في تأليفه جيفري زاسلو مراسل وول ستريت جورنال.
وكان باوش قد أصيب بسرطان البنكرياس في سبتمبر 2006، وخضع لجراحة لإزالة الورم 19 سبتمبر 2006  واكتشف الأطباء الورم مرة أخرى في أغسطس 2007، وأعطو لباوش تشخيصاً نهائياً، وأنهم يتوقعون أنه سيظل بسصحة جيدة من ثلاثة إلا ستة أشهر.
وأثناء المحاضرة، جمع باوش بين التفاؤل والفكاهة وتناوب بينها بلابقة، وبفضل فراسته في علوم الكمبيوتر والتعليم الهندسي، قدم نصائحاً حول بناء التعاون في التخصصات المتعددة، والتفعال مع الغير، والعمل الجماعي، وعرض دروسا حياتية ملهمة، كما أدى تمرين الضغط على خشبة المسرح.